# Île Haute
Pour les articles homonymes, voir Île Haute (homonymie).
L'île Haute est une île française de l'archipel des Kerguelen située dans le fond du golfe du Morbihan au nord-est de la presqu'île du Gauss et au sud-ouest de la péninsule Courbet.

## Géographie
Elle mesure environ 6 km de long pour 2 km dans sa plus grande largeur et culmine à 300 m.

## Faune
Une population de mouflons corses a été introduite (avec deux animaux seulement) en 1957 pour ensuite osciller entre 300 et 800 animaux selon les années. Après un effort de chasse important, la population a été réduite à un seul individu en 2012.
Dix rennes de Suède appartenant à la sous-espèce R. tarandus tarandus ont été introduits en 1955–1956. Comptant une centaine de têtes chacune à la fin des années 1960, les deux populations (les mouflons et les rennes) sont entrées en compétition pour l'espace et la nourriture de cette petite île (6,5 km2), et en 1981, les rennes ont fini par gagner la Grande Terre à la nage, jusqu'à totalement disparaître de l'île Haute. 